# Псевдосиметрія
Псевдосиметрія (рос. псевдосимметрия, англ. pseudosymmetry, нім. Pseudosymmetrie f) – у мінералогії – зовнішня симетрія, набута кристалом під впливом кристалізаційного середовища, яка не відповідає його дійсній симетрії. 
Наприклад, октаедр, який належить до кубічної сингонії, якщо його дуже сплющити вздовж однієї з потрійних осей симетрії, набирає дитригонально-пірамідальної симетрії – g33P, той же октаедр, витягнутий уздовж однієї з подвійних осей симетрії, набуває ромбо-дипірамідальної симетрії 3g23PC та ін. Часто під впливом процесів двійникування здвійникований кристал має значно вищу зовнішню симетрію, ніж кожний з індивідів зокрема (наприклад, дофінейські двійники кварцу мають зовнішню гексагонально-трапецоедричну симетрію, бразильські – тригонально-скаленоедричну, в той час як сам кварц належить до тригонально-трапецоедричного виду). 
Псевдосиметрія є наслідком прояву принципу Кюрі, за яким кристалічний індивід зовні зберігає тільки ті елементи симетрії, які є спільними з елементами симетрії середовища його кристалізації.